# Bannière avant droite de Chahar
Pour les articles homonymes, voir Chahar.
La bannière avant droite de Chahar (察哈尔右翼前旗 ; pinyin : Cháhā'ěr Yòuyì Qián Qí) est une subdivision administrative de la région autonome de Mongolie-Intérieure en Chine. Elle est placée sous la juridiction de la ville-préfecture d'Ulaan Chab.

## Démographie
La population de la bannière était de 275 482 habitants en 1999.